# Falcileptoneta zenjoenis
Falcileptoneta zenjoenis là một loài nhện trong họ Leptonetidae.
Loài này thuộc chi Falcileptoneta. Falcileptoneta zenjoenis được T. Komatsu miêu tả năm 1965.